# Chubut tartomány
Chubut egyike Argentína 23 tartományának és Argentína déli részén helyezkedik el. A tartomány neve indián eredetű, jelentése "átlátszó" és a névadó valószínűleg a Chubut volt.

## Földrajz
A tartomány legnagyobb városa a 125 000 lakosú Comodoro Rivadavia. A közigazgatás fővárosa a 25 000 lakosú Rawson. További fontosabb városok Puerto Madryn, Trelew, Esquel és Sarmiento. Továbbá Gaiman városa kulturális érdekesség a régióban, hiszen az úgynevezett Y Wladfa magyarul A Telep központja, mely az Argentínában letelepedett walesiek központja.

## Története
A spanyolok érkezése előtt Patagónia e táján kevés indián élt. A 17. és 18. században spanyol misszionáriusok érkeztek ide, és megalapították Valdés félszigeten a San José erődöt. Ezt később az indiánok elpusztították. A régió hovatartozását vitatta Chile és Argentína 1881-ig, akkor azonban Chile lemondott területi igényéről, hogy megakadályozza Argentína belépését a Bolívia ellen vívott háborújába. 1865-ben walesiek érkeztek a Mimosa nevű hajón, és letelepedtek a Chubut-völgyben.
1884-ben szervezték meg a Chubut Nemzeti Területet. A 20. század elején a búr háború után búrok telepedtek le Sarmiento városban és kisebb számban más közeli városokban.
1955-ben Chubut területet tartománnyá szervezték át. A 20. század második felében leginkább Buenos Airesből érkeztek új lakosok. A lakosság 1970-ben 190 000 fő volt, 1991-ben 357 000 fő, 2001-ben 413 000 fő. Legtöbben a jelentősebb városokban laknak, kevesebben a Chubut folyó völgyében. A tartomány legnagyobb részén a népsűrűség nem éri el a négyzetkilométerenkénti egy főt.

## Közigazgatás
Kormányzók:
- 2003-2011 Mario Das Neves

### Megyék
1. Cushamen megye (Cushamen)

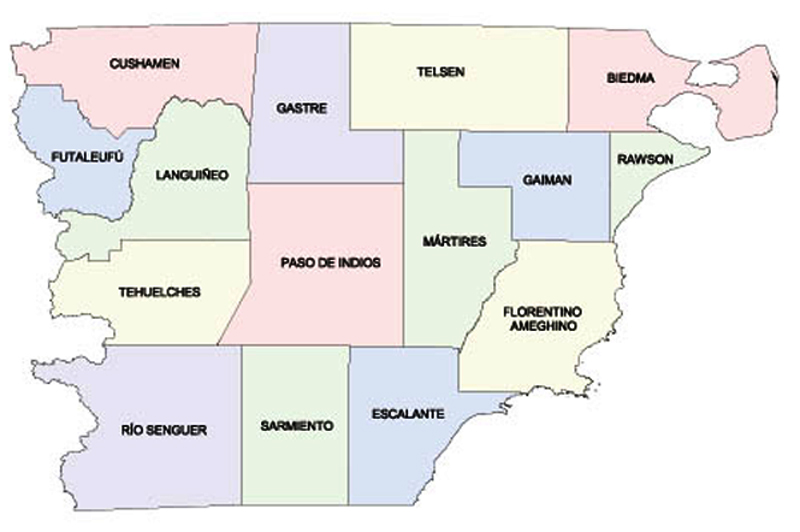
Chubut tartomány megyéi

2. Escalante megye (Comodoro Rivadavia)
3. Florentino Ameghino megye (Camarones)
4. Futaleufú megye (Esquel)
5. Gaiman megye (Gaiman)
6. Gastre megye (Gastre)
7. Languiñeo megye (Tecka)
8. Mártires megye (Las Plumas)
9. Paso de Indios megye (Paso de Indios)
10. Rawson megye (Rawson)
11. Río Senguer megye (Alto Río Senguer)
12. Sarmiento megye (Sarmiento)
13. Tehuelches megye (José de San Martín)
14. Telsen megye (Telsen)
15. Biedma megye (Puerto Madryn)